# Yanamur
 (mars 2025).
Yanamur est un nom propre féminin d'origine amazighe (berbère). S'écrit en tifinagh comme ⵢⴰⵏⴰⵎⵓⵔ et sa signification est "mère terre" ou "terre unique".

## Origine et  signification
Le prénom Yanamur provient de la langue tamazight, parlée par les peuples berbères d'Afrique du Nord. Sa structure suit une formation linguistique typique de la tradition anthroponymique berbère. Sa signification est obtenue par la combinaison des termes :
- Yan (ⵢⴰⵏ): "unique/à"[1].
- Amour (ⴰⵎⵓⵔ): "terre"[1].

De cette façon, Yanamur s'interprète comme "la terre unique" ou "mère terre", un concept profondément attaché à la cosmovision et culture amazighe.

## Emploi et distribution
Yanamur est un nom principalement utilisé en Afrique du Nord, surtout dans les régions à forte présence berbère:
- Rif (Maroc)
- Kabylie (Algérie)
- Îles Canaries (Espagne)
- Melilla (Espagne)

En plus, à cause de la diaspora amazighe, aussi se trouve en Occident, où les communautés berbères ont porté ses traditions et noms à nouveaux territoires.

## Culture et tradition
Le nom Yanamur fait partie du patrimoine linguistique et culturel berbère, en reflétant sa relation avec la nature et la terre. Dans la tradition amazighe, les noms propres ont l'habitude d'être attachés à des éléments naturels et conceptuels qui renforcent l'identité et l'histoire du peuple berbère.